# ペクンネウシヌプリ
ペクンネウシヌプリは、北海道の標津郡標津町にある標高836.1mの山である。山頂には一等三角点「弁勲嶺」が設置されている。

## 概要
知床連峰の西側、標高約960mの無名峰から北に伸びる尾根にある尖峰のさらに北に伸びる尾根上に位置し、西側にある切り立った崖が特徴的である。かつては北海道実測切図などには記載されていたが現在の国土地理院地形図には記載されていない。
山名の「ぺクンネ」とはアイヌ語で「水黒い、川黒い」を意味し、ペクンネウシヌプリの東側を流れるソウキップカオマナイ川の上部では黒鉱の鉱山があったとされそのために川が黒く見えたと考えられている。

## 登山
登山道はないが主なルートはソウキップカオマナイ川を遡上するかイケショマナイ川から笹の沢林道第一支線へ入り山頂へ至る。藪漕ぎを強いられるほか場所によっては岩稜もあり、初心者向けではない。